# 葛平
葛平（1960年6月4日—），湖南长沙人，毕业于武汉音乐学院，是中国大陆的配音演员及演员。最初由於其曾经为《藍貓淘氣三千問》系列动画中的主角“藍貓”配音而知名於藍貓粉丝圈中。

## 生平
2009年，一位播客在优酷上发表了两段名为“蓝猫的配音演员：葛平”的视频，该两段视频来源于某段时间在《蓝猫淘气三千问》动画播出期间插播的各配音员自我介绍。过后一段时间有些网友将葛平的两段自我介绍视频进行了重新剪辑，产生了大量恶搞音MAD。在AcFun的某视频中，一网友经过剪辑，将葛平说过“葛”字和“炮”字组合在了一起，变成了“葛炮”，葛平也因此被网友附上了“葛炮”的称谓。
KUSO视频愈来愈广，使葛平在中国大陆网友当中人气大增。后在中国大陆著名弹幕视频网站bilibili里面，葛平被列入“鬼畜全明星”之一。另外，其也是著名的网络音MAD“葛炮系列”，使其名气也传入港台地区。
葛平现时仍然在湖南蓝猫动漫传媒有限公司工作，但是在“蓝猫系列动画片”中，其已不再为蓝猫配音，而改配其他角色：例如《蓝猫平安出行》中的“警察”和《蓝猫龙骑团》中的“巴豆”。他也曾经参加过两部电视连续剧的演出，分别在1999年饰演了《蜜里逃生》中的“旦旦爸爸”，2014年饰演了《女王驾到》之《搜查女王》中的“周沫爸爸”。

## 参与作品
主要角色以粗体显示。
| 年份   | 电视动画                                                                | 电视剧                                 | 电影                     | 宣传片                                | 娱乐节目                   | 电子游戏              |
| ------ | ----------------------------------------------------------------------- | -------------------------------------- | ------------------------ | ------------------------------------- | -------------------------- | --------------------- |
| 1987年 |                                                                         |                                        | 《湘西剿匪记》（小龙套） |                                       |                            |                       |
| 1997年 | 《新编十万个为什么》（黑猫）                                            |                                        |                          |                                       |                            |                       |
| 1999年 | 《蓝猫淘气三千问 幽默舞台》（蓝猫）                                     | 《蜜里逃生》（旦旦爸爸）               |                          |                                       |                            |                       |
| 2002年 | 《蓝猫淘气三千问 星球大战》（蓝猫）                                     |                                        |                          |                                       |                            |                       |
| 2004年 | 《蓝猫淘气三千问 恐龙时代》（蓝猫） 《蓝猫淘气三千问 海洋世界》（蓝猫） |                                        |                          |                                       |                            |                       |
| 2005年 | 《蓝猫淘气三千问 运动系列》（蓝猫） 《蓝猫淘气三千问 航空系列》（蓝猫） |                                        |                          |                                       |                            |                       |
| 2007年 | 《蓝猫平安出行》（警察）                                                |                                        |                          |                                       |                            |                       |
| 2008年 | 《蓝猫消防大本营》（消防队员）                                          |                                        |                          |                                       |                            |                       |
| 2009年 | 《蓝猫健康特攻队》（胃力士）                                            |                                        |                          |                                       |                            |                       |
| 2010年 | 《蓝猫龙骑团》（巴豆）                                                  |                                        |                          | 湖南省长沙市望城县（现改为望城区）    |                            |                       |
| 2011年 |                                                                         |                                        |                          | 湖南省展览馆见面会 山西省展览馆见面会 |                            |                       |
| 2014年 | 《超有病》（长老）                                                      | 《女王驾到》之《搜查女王》（周沫爸爸） |                          |                                       | 《暴走大事件》第三季第19集 |                       |
| 2019年 |                                                                         |                                        |                          |                                       |                            | 《DOTA2》（虚无之灵） |

## 网络事件
2009年，一位叫做篆毫的优酷播客在优酷上发表了两段名为“蓝猫的配音演员：葛平”的视频，该两段视频来源于某段时间在《蓝猫淘气三千问》动画播出期间插播的各配音员自我介绍。
其中一段视频，葛平首先介绍自己是为蓝猫配音的演员并说明自己的名字，之后介绍自己小时候兴趣很广泛，包括唱歌、跳舞、绘画，并指出自己小学一年级的时候能够背诵毛主席语录。再讲到当时每天需要在班上读报纸，参加学校文艺宣传队的活动，以及自己的刻苦的练习，都为其为蓝猫配音打下了基础。然后便介绍自己的练声方法，在10多岁的时候每天早上坚持5点钟起来到长沙市的天心阁公园里面练声（同时还要练绕口令），之后示范练声方法：读出「mimimimamama」。然后示范练绕口令，先「噼里啪啦噼里啪啦，把嘴皮子活动开」，然后再练具体的绕口令，比如「八百标兵奔北坡，北坡炮兵并排跑。炮兵怕把标兵碰，标兵怕碰炮兵炮。」。结束时，葛平勉勵电视机前的小朋友们：将来想当配音演员吗？现在就开始学习吧！
还有一段视频，葛平先向秦皇岛市的小朋友们，石家庄市的小朋友们还有河南安阳的小朋友们问好，然后介绍自己在2002年10月来到了秦皇岛、石家庄，做现场的表演。特别提出在石家庄表演时发生的一件事情：
|  | 当时我们在石家庄表演的时候，我说：「小朋友们，谁愿意跟我蓝猫学一句配音哪？」，只听见下面有一个（聲音）：「我来！」这個时候，我一看，小朋友们，人群当中，钻出来一个光头！哇！他全身穿的都是我们蓝猫品牌的衣服，特别显眼！我一把就把他抱了起来。我说：「你叫什么名字啊？」，他说「我叫吴克」，「你今年多大啦？」，他说他五岁。这个小朋友，非常喜欢我，抱着我呀，非要学我配音。我说「好好好，别着急啊」，我当时我就说了一句：「我是超威蓝猫！」，他也跟着我学了一句，学得非常像！ |

然后介绍他回到长沙以后收到了吴克和他爸爸寄来的信，信中说蓝猫淘气三千问给全中国的小朋友们做了一件大好事，因为动画里不仅得到了娱乐，同时又得到了知识。最后葛平指出：从小吴克的身上可以看到全中国的小朋友都很喜欢蓝猫，这就叫“看蓝猫，学蓝猫，我有知识我自豪！”，最后表明其不会辜负众人的期望，公司会将《蓝猫淘气三千问》做的越来越精彩、越来越好看。
但是，由于在该两段视频中，葛平的表情夸张，加上视频内容与其他《蓝猫淘气三千问》的配音演员的自我介绍风格迥异，导致网友产生了大量恶搞音MAD，在中国大陆著名弹幕网站ACFUN某部经过剪辑的视频中，一位网友将葛平所说过“葛”字和“炮”字组合在了一起，变成了“葛炮”，视频知名度提高以后，葛平被网友附上了“葛炮”的称谓，使葛平在中国网民当中人气大增。
之后，葛平在視頻中的聲音或影像常被网友用來重新剪辑合成，用於制作鬼畜或歌曲演唱等类别的音MAD视频，在中国大陆被称为“鬼畜全明星”之一，也是著名的音MAD“葛平系列”。
又因其在2011年7月15日于湖南长沙的爱好者见面会中，对观众友好的态度和称呼大家为“基友”的发言使得一些年轻人关注，同年的10月1日至10月3日，在太原的见面会中，其表示对用自己声音进行二次创作的作品持宽容态度，在见面会签名时也多满足要求，甚至不吝写下“葛炮”等各种带有恶搞意味的留言和签名，赢得了网友的尊重和喜爱。
在2013年11月10日江苏省南京市的第二次超级弹幕大战见面会（次元突破）中，葛平现场演唱网友使用其音源KUSO制作的音MAD歌曲《循环》使观众吃惊，台下很明显可以听到尖叫声，网友称这又是一个“官方逼死同人”系列。
故此一些粉丝提议认为不应再以缺乏尊重的“葛炮”称呼葛平，而是应尊称其为“葛叔”等，甚至还有“中国第一配音演员”、“天朝第一歌姬”等讚美。
在bilibili有24小時連續讀出約小數點後約432630位的圓周率，成為一首被網友公認的「催眠神曲」。